# Розбишевский сельский совет
Розбишевский сельский совет (укр. Розбишівська сільська рада) — входит в состав
Гадячского района
Полтавской области
Украины.
Административный центр сельского совета находится в 
с. Розбишевка.

## История
- 1919 — дата образования.

## Населённые пункты совета
- с. Розбишевка
- с. Веселое
- с. Крамарщина